# Хелена Шведская (аббатиса)
Хелена Шведская, также известная как Хелена Сверкерсдоттер (швед. Helena; ок. 1190 ― 1247) ― шведская принцесса и аббатиса монастыря Врета. Дочь короля Швеции Сверкера II, мать королевы Швеции Катарины Сунесдоттер.

## Биография
Хелена родилась в Дании в семье короля Сверкера II и королевы Бенедикты Эббесдоттер. Её отец на момент рождения принцессы находился в изгнании. В 1195/1196 году он был коронован королём Швеции. В 1208 году он был низложен и в 1210 году погиб в бою.
Хелена была первой из трёх известных жертв похищений из монастыря Врета. Двумя другими жертвами были её дочь Бенгта Сунесдоттер и её внучка Ингрид Свантеполксдоттер. Хелена Сверкерсдоттер, единственная дочь свергнутого короля, училась в аббатстве Врета на момент смерти отца. Её родственники даже не могли знать о предложении о помолвке от Суне Фолькессона (ум. в 1247 году), сына ярла, который сражался против Сверкера в той битве, в которой пал король. Суне Фолькессон был представителем одной из двух династий, которые соперничали за шведский престол после 1130 года, Хелен же была представительницей другой династии, Дома Сверкеров. Суне Фолькессон похитил Хелену и увёз ее, согласно народным легендами, в замок Имсеборг. Они поженились и Хелена родила двоих дочерей. Таким образом, две шведские династии были едины, хотя и только по боковой линии.
В 1216 году брат Хелены стал королём Швеции под именем Юхан I. Когда он умер бездетным в 1222 году, Хелена и её дочери стали наследниками Дома Сверкеров. Одна из её дочерей, Катарина, в 1243 году вышла замуж за короля Эрика XI и таким образом, окончательно объединила две шведские династии.
Ближе к концу жизни стала аббатисой монастыря Врета.